# Parco nazionale di Quiçama
Il parco nazionale di Quiçama (o Kissama) è un'area protetta dell'Angola situata nella provincia di Bengo, 70 km a sud della capitale Luanda. Copre una superficie di 9600 km² ed è delimitato dai fiumi Cuanza a nord e Longa a sud e dall'Atlantico a ovest. È il parco nazionale angolano più ricco di fauna selvatica, nonché quello più facilmente accessibile.

## Storia
Il parco venne istituito come riserva di caccia il 16 aprile 1938 e convertito in parco nazionale dal Ministero portoghese d'Oltremare nel 1957. Prima dell'inizio della guerra civile (1975-2002) esso ospitava 3000 bufali cafri, 800 elefanti, innumerevoli antilopi roane e altre specie animali. Durante il conflitto, il parco venne invaso e occupato dagli abitanti della zona. La fauna selvatica venne così gravemente decimata dalla caccia illegale che la maggior parte delle specie di grandi dimensioni è ormai scomparsa. Il parco nazionale è stato riaperto il 16 dicembre 2000 e nel 2001-2002 è stato il palcoscenico dell'«Operazione Arca di Noè», uno dei più grandi programmi di ricollocazione di fauna selvatica della storia. Circa 100 animali selvatici, tra cui 35 elefanti, 4 giraffe, 12 zebre, 12 gnu, 12 kudu, 12 struzzi e 8 antilopi alcine, provenienti da Botswana e Sudafrica sono stati trasportati all'interno di casse dagli aerei russi Ilyushin Il-76 delle forze armate angolane fino a Cabo Ledo, ai margini del parco nazionale di Quiçama, dopo un volo di oltre 3000 chilometri. Il progetto è stato finanziato solo tramite donazioni. Direttore del parco nazionale dal 2002 al 2012 è stato il sudafricano Roland Goetz. Nel 2014, il Ministero dell'Ambiente ha ripreso il programma, introducendo altre specie animali come nyala, alcelafi rossi, cobi, damalischi, gnu striati, orici e impala. L'introduzione dei nyala, tuttavia, ha attirato particolari critiche, in quanto la specie non era mai esistita prima in Angola.

## Flora e fauna
Dall'epoca dell'Operazione Arca di Noè la popolazione di elefanti del parco è quadruplicata. Nel 2018 il numero di giraffe era salito a 44. Oltre alle specie animali già citate, nel parco si possono trovare scimmie, lamantini, coccodrilli, tartarughe e innumerevoli specie di uccelli, tra cui fenicotteri e pellicani, oltre a 14 specie endemiche.
Le piante predominanti sono acacie, baobab, sterculie, euforbie e l'endemica Tassmania camoneana.